# 李日煥
李 日煥（リ・イルファン、朝鮮語: 리일환、1960年 - ）は、朝鮮民主主義人民共和国の政治家。党中央委員会政治局委員、党中央委員会書記局書記、党中央委員会勤労団体部長。朝鮮労働党中央委員会副委員長、同委員会宣伝扇動部長、最高人民会議常任委員会委員などを歴任。

## 経歴
1960年生まれ。出生地はわかっていない。1998年に金日成社会主義青年同盟中央委員会秘書に任命され、同年7月の最高人民会議第10期代議員に選出された。同年9月には最高人民会議常任委員会委員に選出された。2002年には自動車事故の虚偽報告をしたとされ、咸鏡南道徳城郡の炭鉱に労働者として送られる。2007年には、朝鮮労働党宣伝扇動部課長と朝鮮職業総同盟咸鏡南道徳城郡指導員に任命された。2013年には平壌党委員会書記に任命された。2014年には李英洙の後任として朝鮮労働党中央委員会勤労者団体部長に任命された。2019年1月に中国を訪問した金正恩党委員長（国務委員長）に随行した。同年12月に開かれた朝鮮労働党中央委員会第7期第5回総会で党中央委員会副委員長・政治局員・宣伝扇動部長に選出された。
2021年1月5日から開催された朝鮮労働党第8次大会で中央委員会委員に再選され、1月10日に開催された党中央委員会第8期第1回総会で党中央委員会政治局委員、同委員会書記、同委員会勤労団体部長に選出された。
2025年1月2日の報道を最後に動静が途絶え、3カ月以上も近況が報じられないことから身辺に異変が起きた可能性があるとして、やはり長期間動静が報じられていない党組織担当書記の趙甬元とともに韓国政府が注視の対象としていることが4月22日に韓国統一部の当局者によって明かされた。

## 参考サイト
- 북한정보포털

| 先代崔輝 | 朝鮮労働党中央委員会勤労団体部長2021年 - | 次代現職 |

| 先代朴光浩 | 朝鮮労働党中央委員会宣伝扇動部長2019年 - 2021年 | 次代朴泰成 |

| 先代李英秀 | 朝鮮労働党中央委員会勤労団体部長2014年 - 2019年 | 次代崔輝 |